# 车叶葎
车叶葎（学名：Galium asperuloides）为茜草科拉拉藤属下的一个种。

## 扩展阅读
- 維基物種上的相關：车叶葎